# 彌敦
中校彌敦爵士，GCMG，PC (Ire)（1862年1月3日—1939年4月18日），英籍猶太裔軍人、殖民地官員和政治家。彌敦在1900年獲委任為黃金海岸總督，成為首位擔任大英帝國殖民地總督的猶太人。此後，他又歷任第13任香港總督和第13任昆士蘭總督，並曾在英國政府的其他部門供職。至於在香港總督任內，彌敦曾拓展區內交通，又對九龍和中西區加以發展，現今彌敦道即以他命名。

## 生平

### 早年生涯
彌敦在1862年1月3日生於倫敦帕丁頓的一個商人家庭，是父親約拿·彌敦（Jonah Nathan）與第二任妻子米麗亞姆·雅各布斯（Miriam Jacobs）所生的兒子。父母皆猶太人的彌敦，在家中排行第二，他有一兄一弟，分別叫F·L·彌敦和納撒尼爾·彌敦（Nathaniel Nathan）。F·L·彌敦在皇家砲兵團出任少校，曾於1900年獲聘任到位於瓦爾珊修道院（Waltham Abbey）的皇家火藥廠出任總監。至於納撒尼爾·彌敦則在英屬千里達的法院任職法官，後來在1903年獲策封為爵士。
彌敦早年並沒有上學，而是接受私人授課。後來自1878年至1880年入讀位於伍利奇（Woolwich）的皇家軍事學院，在學期間，彌敦表現出眾，出類拔萃，在眾學生中脫穎而出，曾獲校方頒授波洛克獎牌和寶劍一把，以示嘉許。彌敦在1880年5月19日加入皇家工兵隊，並到位於漆咸的軍事工程學校就讀，至1882年以中尉身份畢業。

### 軍旅生涯
畢業以後，彌敦繼續在皇家工兵隊服役，到1886年5月19日取得上尉軍階，後又於1898年10月22日成為少校。在工兵隊服役期間，彌敦曾在1883年至1884年在塞拉利昂服役，參與當地的防禦工事，自1885年至1886年更負責統領當地的皇家工兵。
自1886年至1887年，他復被派到埃及統領皇家工兵，並曾經參與了尼羅河長征。而自1887年至1891年，彌敦則在印度服役，並在1889年參與盧夏長征（Lushai Expedition）。在盧夏長征期間，由於他表現傑出，更因此獲授勳扣。在1895年5月11日，彌敦獲委任到殖民地防衛委員會（Colonial Defense Committee）供職，後來因此於1899年1月2日獲勳CMG勳銜。

### 殖民地生涯
在1899年3月，彌敦獲維多利亞女皇委派到塞拉利昂擔任署理總督。後在1900年10月再度獲女皇委任，接替F·M·霍奇森爵士（Sir F. M. Hodgsom）出任黃金海岸總督。彌敦在1900年12月17日正式履任黃金海岸總督一職，成為第一位在大英帝國殖民地擔任總督的猶太人。彌敦於1904年2月9日卸任，隨即轉調到香港出任港督。

### 香港總督
彌敦在1904年7月29日抵港履任第13任香港總督，接替護督梅含理。在任港督期間，彌敦見證了香港交通的顯著發展。例如在他履新後第二日，即1904年7月30日，貫通香港島北部的香港電車正式通車，而後來在1906年，香港又引入了第一輛單層巴士。另外，在1905年9月，香港立法局通過港府興建九廣鐵路的計劃，並在1906年正式開展英段鐵路的工程。至於華段鐵路方面，工程則在1907年開始，當時清朝官員原擬華段鐵路經過惠州，但彌敦以他從工兵隊學到的專業知識，建議兩廣官員把鐵路線改經東莞，最終得到了當局同意。九廣鐵路的興建歷經多年，到1910年，即港督盧嘉爵士任內才正式通車。

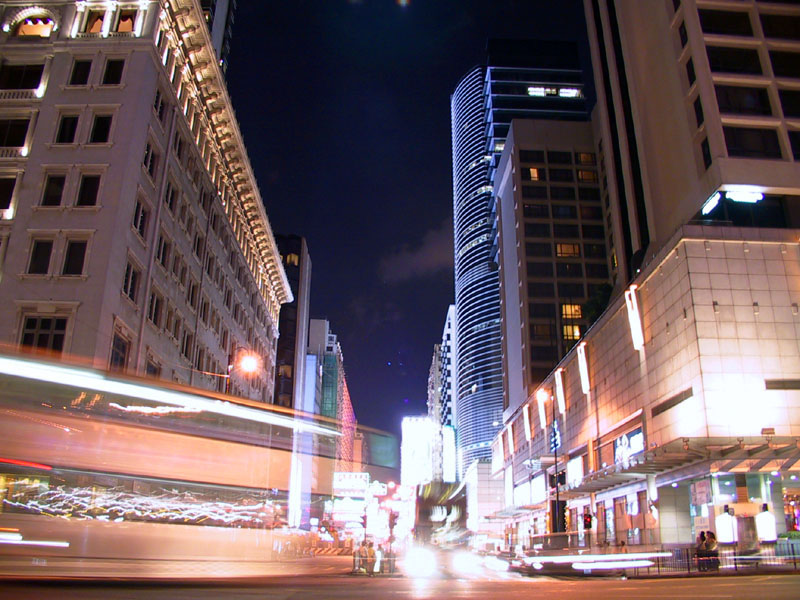
彌敦道至今仍然是九龍半島的重要交通幹道。

為了帶動鐵路發展，彌敦又大力開辟九龍半島，並在1906年決定展開一項工程，將油麻地一帶的山巒夷為平地。這項移山工程甚為浩大，港府要至1926年才將山巒完全夷平。而大型的移山工程，為港府從中開辟出不少土地，對九龍半島日後的急速發展影響甚大。在移山工程進行期間，彌敦又大力開辟九龍的幹道，他除了大幅擴建羅便臣道（今彌敦道），使之連接窩打老道，成為區內主要幹道外；此外他更修建了第六街（今佐敦道）等九龍區的大小道路。另一方面，彌敦任內亦制定了一個規劃較完善的中西區重建工程，並借上環水坑口街的一次大火，下令陸續把該區的妓院遷往新辟的西營盤和石塘咀，「塘西風月」就自此而起。
至於在金融方面，彌敦曾整頓香港的銀元制度，結果到1906年成功使港幣兌英鎊的幣值升值近一倍之多。彌敦在1907年4月20日卸任港督，並出發到南非的納塔爾（Natal）出任總督，至1909年12月23日卸任，期間，他曾在1909年取得了中校軍階。

### 返回英國
由於沒有得到殖民地辦公室的進一步重用，彌敦有感意興闌珊，於是在1909年離開殖民地辦公室，並在同年轉到英國郵政總局擔任秘書。到1911年，他更升任稅務委員會主席。在1914年，彌敦出任愛爾蘭事務次官，任內見證了1916年復活節起義的爆發。據稱，由於當時彌敦並未察覺起義先兆，致使英國政府錯估形勢。在1916年4月14日，他就曾向上司匯報，指稱「愛爾蘭全無異樣」（All was well in Ireland），結果復活節起義未幾就在4月24日爆發。起義發生後兩日，彌敦引咎辭去次官一職。
在1917年，彌敦獲重新起用，在退休金事務部出任第一秘書至1919年。期間，他曾在1917年獲時任首相戴維·勞合·喬治委任到一個特別委員會，對保障女性工資進行檢討。在1920年6月，彌敦再次接受了一項外地差事，就是到澳洲昆士蘭出任總督。

### 昆士蘭總督
彌敦在1920年12月3日正式履新，但由於時任昆士蘭省長泰德·狄奧多爾（Ted Theodore）當初曾向殖民地辦公室當局請示，希望由本地人出任總督，所以狄奧多爾當初對彌敦的到任並不感滿意，而兩人的最初關係也不是太好，到後期才正常化。
泰德·狄奧多爾是於1919年代表澳洲工黨當選昆士蘭省長的，他上任後為了落實政綱而著手推行工黨新政，但由於受到彌敦的反對，致使總督與省長之間有所不和。例如在1921年11月，狄奧多爾打算落實執行一項關於法官退休的法案，以限制法官的年齡，可是由於彌敦擔心這樣會引致司法受損，又對年長法官感到同情，於是出於其憲法的角色而拒絕頒發御准，使法案未能落實。到後來，在工黨主導下，彌敦以看不到「強烈的反對」為理由，在12月1日發出一道御准，宣佈廢除昆士蘭省立法上院。
在另一方面，彌敦曾表示不滿狄奧多爾以「代理投票」的方式選出新一屆昆士蘭省立法下院。而兩人關係之差，使彌敦在1921年12月中一度以為，狄奧多爾會主倡廢置總督一職，不過狄奧多爾就對這假設加以否認。
儘管任內的健康狀況不太理想，彌敦仍然熱心於周遊昆士蘭各地。在1922年，他就曾經到訪南部地區，並在公開場合熱心發言，結果使他的支持率有所上升，而多數愛爾蘭裔天主教民眾亦決定忘記1916年的傷痛回憶，重新接納這位總督。此外，彌敦又熱心支持當地男童軍與女童軍的發展，並向英國人推廣移民到澳洲。除了公務外，彌敦又醉心埋首於研究大堡礁、昆士蘭的地方歷史，以及地方名稱的來源。另自1922年至1926年，彌敦曾任昆士蘭大學的校監，並在1925年獲大學頒贈榮譽法學博士學位。
自1922年起，彌敦曾熱心於籌備「大堡礁探險」，除了成立大堡礁委員會，負責計劃和出資資助外，他又擔任民間研究委員會附屬委員會以及經濟顧問會議的主席。可是，彌敦在1925年9月任滿離開昆士蘭，而探險行動則在1928年至1929年進行。

### 晚年
卸任昆士蘭總督後，彌敦曾於1927年至1928年在錫蘭憲法委員會內供職，就錫蘭制定憲法一事提供意見。晚年的彌敦退居於英格蘭森麻實郡（Somerset）的西科克爾（West Coker），在1934年以前更一直擔任該郡郡督（High Sheriff）。彌敦在1939年4月18日卒於西科克爾，享年77歲。遺體被安葬於倫敦威爾斯登（Willesden）的猶太人墳場。在第二次世界大戰後，其宅第圖書館的部份藏書獲轉贈到澳洲布里斯本的約翰·奧克斯里圖書館（John Oxley Library），以作館藏。

## 個人生活
彌敦終身沒有結婚，是歷史上唯一一位沒有結婚的香港總督。不過據了解，彌敦曾經與好幾位女士傳有緋聞，其中一位是著名烹飪書作者兼花商康斯坦斯·斯普賴（Constance Spry，1886年12月5日—1960年1月3日）。

## 榮譽
- C.M.G. （1899年1月2日）
- K.C.M.G. （1902年）
- G.C.M.G. （1908年）

### 榮譽學位

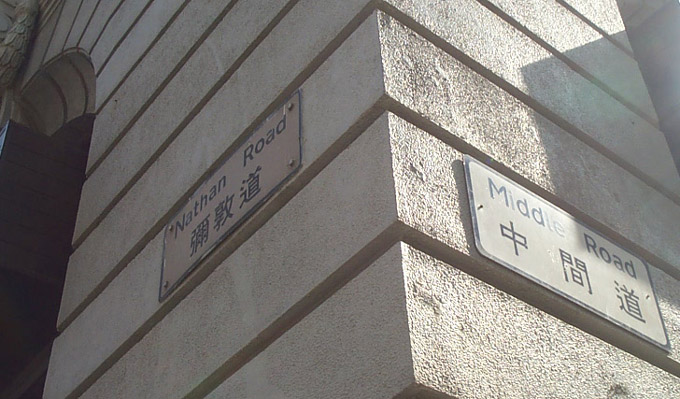
香港彌敦道與中間道的交界。

- LL.D.（1925年，昆士蘭大學）

### 以他命名的事物
- 彌敦道（Nathan Road），位於九龍半島，原名羅便臣道，後來為免與港島同名道路混淆，於1909年3月19日改此名，至於加冕道（Coronation Road）一段則於1926年1月29日改此名 。
- 彌敦，澳洲布里斯本市郊的一處地方。
- 彌敦街（Nathan Street），位於澳洲首都坎培拉市郊。

## 其他公職包括
- 太平洋電報局 （Pacific Cable Board，1910年—1915年）
- 郵票製作及分發傳送委員會 （Committee on the transfer of stamp manufacture and distribution，1911年—1914年）
- 公務員事務皇家委員會 （Royal Commission on the Civil Service，1912年）
- 皇室雇用委員會 （Committee on Crown Employment，1912年—1913年）
- 民間就業及退役士兵委員會 （Committee on the Civil Employment of ex-soldiers，1914年—1919年）
- 海外拓居地委員會 （Overseas Settlement Committee，1914年—1919年）
- 地球物理學測量委員會 （Committee on Geophysical Surveying，1927年—1928年）
- 橡膠顧問委員會 （Advisory Committee on Rubber，1926年—1928年）
- 西敏市健康學會 （The City of Westminster Health Society，1921年—1930年）
- 灌溉研究委員會 （Irrigation Research Committee，1928年—1930年）

## 延伸閱讀
- Sir Matthew Nathan，A. P. Haydon，Brisbane，1976年。

## 外部連結
- 立法局會議記錄（英文）
  - 1904年 （页面存档备份，存于）
  - 1905年 （页面存档备份，存于）
  - 1906年 （页面存档备份，存于）
  - 1907年 （页面存档备份，存于）
- 其他
  - Australian Dictionary of Biography資料 （页面存档备份，存于）
  - JewishEncyclopedia.com資料 （页面存档备份，存于）
  - 彌敦爵士文件清單 （页面存档备份，存于）

| 官衔                       | 官衔                           | 官衔                           |
| -------------------------- | ------------------------------ | ------------------------------ |
| 前任者： 腓特烈·卡迪尤爵士 | 署理塞拉里昂總督 1899          | 繼任者： 腓特烈·卡迪尤爵士     |
| 前任者： W·勞爾（署理）    | 黃金海岸總督 1900年–1904年     | 繼任者： 赫伯特·布賴恩（署理） |
| 前任者： 梅含理（署理）    | 第13任香港總督 1904年–1907年   | 繼任者： 梅含理（署理）        |
| 前任者： 亨利·麥卡勒姆爵士 | 納塔爾總督 1907年–1909年       | 繼任者： 梅休因勳爵            |
| 前任者： 威廉·藍儂（署理） | 第13任昆士蘭總督 1920年–1925年 | 繼任者： 威廉·藍儂（署理）     |